# جائزة أستراليا الكبرى 1990
جائزة أستراليا الكبرى 1990 هو سباق فورمولا 1 أقيم بتاريخ 4 نوفمبر 1990 في حلبة أديليد ستريت، جنوب أستراليا، أستراليا. كان السادس عشر من أصل 16 في بطولة العالم لسباقات الفورمولا واحد موسم 1990. حلّ البرازيلي نيلسون بيكيه أولا بينما جاء البريطاني نايجل مانسيل في المركز الثاني وحصل على المركز الثالث الفرنسي ألن بروست.